# カロリナ・ソト

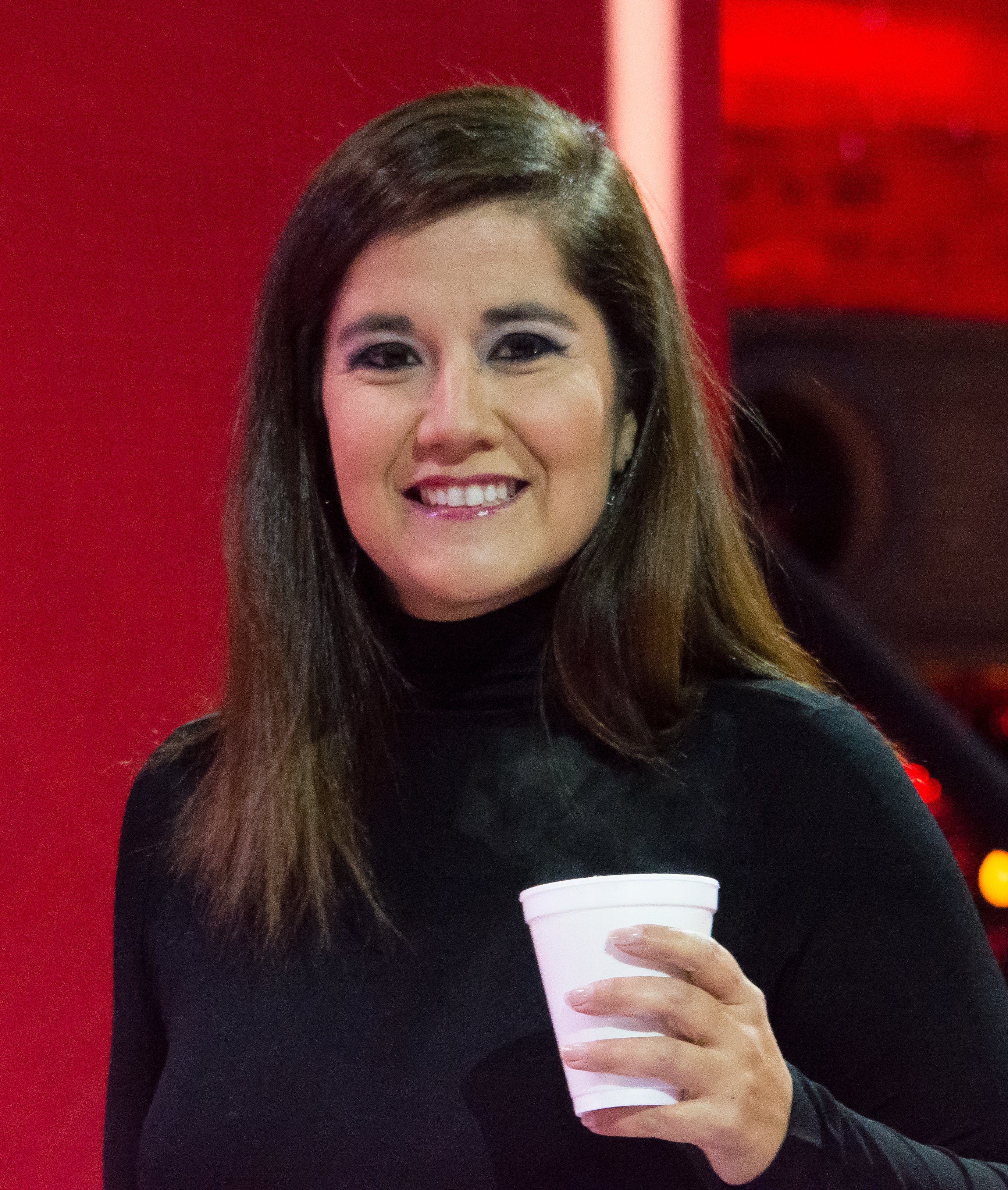
カロリナ・ソト

カロリナ・ソト（Carolina Soto、本名：Carolina del Rosario Soto Muñoz、1983年6月29日 - ）は、チリ・ランカグア出身の女性歌手。

## 略歴
2002年は、TVN系『Rojo Fama Contra Fama』のオーディションで選ばれ、歌手デビュー。その年の終わりは第3位に勝った、そして永久に次の生成を支えるショーにとどまる権利 2003年12月は叙情詩の歌手の依頼によりサンティアゴの市劇場の認識を得た。
そして1つがRojoの3匹の生成の各自の5人の勝者間の最もよいの捜した『El Gran Rojo』の競争に加わる開始、示された競争でそれはRojoプログラムのその年をすべてとどまる権利と2004年1月の最初の1つを得る。同年1stアルバム『Deseo』（日本語：欲望）を発売。同年12月31日父はフランシスコ・ソト死ぬ。 それは大きい衝撃だったが、優美の苦痛に直面した。 アルバムはチリの光景のジャーナリストの連合によって「年の進歩」のための指名を得た。
2005年2月では、曲「Donde Estés」(作曲家はアレハンドロ・アハニ)にラ・セレナのフェス『フェスティヴァル・デ・ラ・セレナ』（Festival de la Serena）を受賞した。同年8月にジャーナリストクラウデイオ・ソリスと結婚。
2006年1月はRojoの国際的なコンテスト『Rojo Internacional』に加わる。チリの名で加わられる。同年6月歌必要なアカデミー『Carolina Soto』を開始。同年10月ニューシングル『Debajo de la Piel』を公開された。彼女はまたゲイ社会のための花型女性歌手として考慮される、そしてゲイバーで複数のコンサートをした。
2007年はセカンドアルバム『Debajo de la Piel』をリリースした。

## ディスコグラフィ

### アルバム
- Deseo（2004年）
- Debajo de la Piel（2007年）

### シングル
- Será（2004年）
- Ángel o Demonio（2006年）
- Debajo De La Piel（2006年）